# 孙清云
孙清云（1954年10月—），山东陵县人。男，汉族。1969年12月参加工作，1971年11月加入中国共产党。西安交通大学在职工商管理硕士EMBA毕业。曾任政协陕西省第十一届委员会副主席，中共陕西省委常委、副书记，中共西安市委书记，西安市人民政府市长等职务。
2015年11月，因严重违反中共党内政治纪律、组织纪律、廉洁纪律的问题，被免职，受留党察看二年的处分。2016年1月，降为正处级非领导职务。

## 经历
文化大革命期间，1969年12月孙清云入中国人民解放军服役。转业地方后，先后在《中国青年报》报社、中共黑龙江省委办公厅、中共山东省委办公厅、国务院办公厅任职，曾是原国务院副总理姜春云秘书。
1998年，姜春云不再担任国务院领导职务；当年12月，孙清云调陕西省工作，任中共西安市委常委、副市长。2000年10月，任中共西安市委副书记。2002年2月，任中共西安市委副书记，西安市人民政府代市长、党组书记。2002年4月，任中共西安市委副书记，西安市人民政府市长、党组书记。2006年7月，任中共陕西省委常委、中共西安市委书记。2007年2月，任中共陕西省委常委、中共西安市委书记、西安市人大常委会主任。尽管孙清云的仕途顺畅，但在中共十七大上，他并没有像前任西安市委书记那样进入中央候补委员的行列。
2012年5月，在中共陕西省委十二届一次会议上，孙清云升任中共陕西省委副书记；在当年11月召开的中共十八大上，孙清云依然没能当选中央候补委员。随后，他更被常务副省长娄勤俭跳过，而没能接任省长。
2015年1月，年逾花甲的孙清云被增补为政协陕西省第十一届委员会副主席。2015年3月起，不再担任中共陕西省委副书记职务。
2015年11月，因严重违反中共党内政治纪律、组织纪律、廉洁纪律的问题，被免职，受留党察看二年的处分。成为祝作利之后，第十一届陕西省政协第二位“落马”的副主席。因严重违纪，2015年11月19日，陕西省第十二届人大常委会第二十三次会议决定罢免其第十二届全国人民代表大会代表职务。2016年1月，降为正处级非领导职务。